# Protosmia capitata
Protosmia capitata är en biart som först beskrevs av August Schletterer 1889.  Protosmia capitata ingår i släktet Protosmia och familjen buksamlarbin. Inga underarter finns listade i Catalogue of Life.
Arten förekommer på Iberiska halvön i Portugal och Spanien. Habitatet utgörs antagligen av buskskogar. Individerna har sina bon i träbitar på marken. Honor samlar pollen från flera olika blommor.
Det är inget känt om populationens storlek och möjliga hot. IUCN listar arten med kunskapsbrist (DD).